# Bottom Simulating Reflector
Der Bottom Simulating Reflector (den Meeresboden simulierender Reflektor), kurz BSR, ist ein in seismischen Profilen auftretender Horizont starker Reflexion von seismischen Wellen, der parallel zum darüber liegenden Meeresboden verläuft und ihn nachzubilden scheint. In vielen Fällen schneidet der BSR die im seismischen Profil erkennbaren geologischen Strukturen des Untergrunds wie die Schichtung. Die Entstehung eines solchen Reflexionshorizontes kann verschiedene Ursachen haben, die ihre Ursache in der Änderung physikalischer Eigenschaften der Meeresboden-Sedimente haben.
Oft markiert der BSR die Untergrenze einer Gashydrat führenden Sedimentschicht an den passiven Kontinentalhängen. In dieser herrschen genau die Druck- und Temperaturverhältnisse vor, unter denen Gase (z. B. Methan) und Wasser stabile Hydrate bilden. Diese bis zu einige 100 m mächtige Gashydrat-Stabilitätszone findet sich meist in einer Tiefe von 900 bis 1000 Metern.
Andere mögliche Ursachen sind Phasenübergänge häufig vorkommender Minerale, so etwa der Übergang von Opal A zu Opal CT, die Umwandlung von Smectit zu Illit oder eine abrupte Änderung der Häufigkeit authigener Carbonate.